# Дело Nth room
Дело «Nth room» (корейский: n번방 사건; Ханча: 番房 事件) — один из самых громких и значимых уголовных процессов на территории Республики Корея, связанных с шантажом, сексуальным насилием (в частности, cybersex trafficking), а также созданием незаконных Telegram-каналов с контентом сексуального насилия над женщинами, в том числе с участием детей, в период с 2018 по 2020 год. Считается, что главным виновным в данном деле является гражданин Южной Кореи, известный под ником GodGod (корейский: 갓갓), первым создавший приватный канал с платным доступом, где демонстрировались сексуальная эксплуатация и шантаж по отношению к гражданкам Южной Кореи. При отказе от сотрудничества, в качестве наказания, в отношении жертв использовались групповое изнасилование, а также слив всех материалов в открытый доступ, что довело до самоубийства как минимум одну из жертв.
У GodGod имелись не менее популярные и более жестокие подражатели. Один из них, а также единственный, кто по итогу был привлечён к ответственности — так называемый Доктор (ныне известный Чо Джу-бин), создатель сети Telegram-каналов с общим названием «Doctor’s Room», отличавшихся особой жестокостью по отношению к жертвам и содержанием материалов, среди которых также были записи наказаний жертв «сотрудниками» каналов через групповое изнасилование. Максимальная цена доступа к материалам равнялась 1200$, и пользователи имели возможность заказать материал любого характера и содержания: от сексуального насилия над несовершеннолетними до копрофилии и гуро.
На данный момент полиция Сеула рассматривает 103 жертвы, из которых 26 являются несовершеннолетними (самой младшей жертве на момент 2020 года было 9 лет). Материалы были проданы более чем 260 000 раз (впоследствии предполагаемое число покупателей было снижено до 60 000 с учётом исключения возможных фейк-аккаунтов), а все транзакции проходили с помощью криптовалюты.

## Отдельные кейсы дела

### Nth room
Пользователь под ником GodGod создал несколько групп в Telegram’e, назвав их «комната N» (где N — число от 1 до 8), куда выкладывались материалы сексуального характера различного вида. Данные каналы были прорекламированы другим пользователем, известным под ником Сторож[уточнить], который опубликовал информацию о каналах в другой Telegram-группе под названием «Gotham room».

### Doctor’s room
Всё началось с того, что пользователь Твиттера под ником Доктор опубликовал пост с предложением работы по системе частичной занятости девушкам, от которых требовалось ответить на любые вопросы так называемого работодателя, в том числе о месте проживания, обучения и работы, а также «верификации» для работы в качестве интернет-эскортницы посредством отправки порнографических материалов со своим участием. После этого от девушек требовалось регулярно присылать порнографические материалы для публикации в канале (чаще всего по запросам пользователей канала), и если те отказывались, то в адрес девушек исходили угрозы о передаче материалов в открытый доступ (в частности родственникам или работодателям), а если и это не помогало, то так называемые «сотрудники» производили групповое изнасилование жертвы с видеофиксацией, которая впоследствии также отправлялась в канал. Когда начались репортёрские расследования по данному делу, репортёрам были отправлены угрозы, а их личности были быстро переданы в открытый доступ.
По итогу следствия выяснилось, что владельцем каналов является 24-летний Чо Джу-бин.

## Журналистские и полицейские расследования
Первое упоминание данных «комнат» произошло, когда каналы получили широкую известность в корейском интернет-сообществе, и неизвестный мужчина позвонил по номеру 112, заявив о возможном преступлении, но оператор, как и агентство полиции, не счёл данные достоверными, и заявление было проигнорировано.
В январе 2019 года старейший еженедельный корейский журнал «Seoul Shinmun», проведя тайное расследование, выяснил, что Telegram-канал некоего Доктора распространяет детскую порнографию, и данный канал является одним из крупнейших ресурсов, продающих подобные данные. В апреле 2019 года своё расследование провел журнал «Sisa Journal», по итогам которого было выяснено, что большинство преступлений (в частности, сексуальные) совершаются через Telegram, по крайней мере на территории Южной Кореи. 12 августа выходит первая конкретизированная статья о «комнатах N», выпущенная «Electronic Times», после чего дело моментально приобретает сильнейший общественный интерес.
Так, благодаря этому был задержан один из представителей так называемых Баксы, «сотрудников» каналов, но по итогу его сообщники или активные пользователи так и не были найдены. В то время, как департамент полиции получил список людей, которые покупали видео и проводили расследование по данному делу, более 5 миллионов человек подписали национальную петицию с просьбой к правительству Южной Кореи раскрыть личности пользователей, которые находились в чате. По итогам следствия было установлено, что общее количество пользователей «комнаты» Доктора достигает около 15 000 человек.
25 марта 2020 года корейские операторы виртуальной криптовалюты согласились сотрудничать с властями в связи с этим делом после того, как пришли к выводу, что владельцы и подписчики «Nth Room» расплачивались виртуальной валютой. К 27 апреля в результате отслеживания переводов криптовалюты было идентифицировано около 40 человек.

## Итоги дела
По итогам судебного слушания 26 ноября 2020 года Чо Джу-бин был признан виновным в ряде преступлений и был приговорён к 40 годам лишения свободы. По заявлениям Чо Джу-бина, он желал извиниться перед всеми жертвами дела и раскаивался в своих поступках.